# Herzogenbuchsee
Herzogenbuchsee là một đô thị ở huyện Oberaargau  trong bang Bern ở Thụy Sĩ. Đô thị này có diện tích 9,82 km², dân số năm 2020 là 7293 người.
Đã có bằng chứng về các công trình La Mã ở đây khoảng năm 200.